# Jenny Wihuri
Jenny Maria Wihuri, född Mäkelä 18 maj 1884 i Brahestad i Finland, död 27 juni 1943 på Brändö var en finsk donator. Tillsammans med sin syster hade hon 1914 grundat den framgångsrika affären Raaheen Talouskauppa, vilken hon lämnade  ifrån sig när hon 1920 gifte sig med Antti Wihuri. Tillsammans med sin man grundade hon Jenny och Antti Wihuris stiftelse
Jenny och Antti Wihur hade inga egna barn. De adopterade 1940 två söner, bröderna Reijo och Penti, vars far hade fallit i vinterkriget.
Finlands Sjöräddningssällskaps räddningskryssare och flaggskepp Rescue Jenny Wihuri är uppkallad efter henne.